# Cariló
Cariló är en ort i Argentina.   Den ligger i provinsen Buenos Aires, i den sydöstra delen av landet, 300 km söder om huvudstaden Buenos Aires. Cariló ligger 6 meter över havet och antalet invånare är 1 553.
Terrängen runt Cariló är mycket platt. Havet är nära Cariló åt sydost. Närmaste större samhälle är Pinamar, 6,9 km norr om Cariló. 